# Mercè Mallarach i Berga
Mercè Mallarach i Berga (Olot, 21 de juny de 1924- íd. 11 d'abril de 2021) va ser modista i escriptora.
Filla de Josep Mallarach i Surroca i Concepció Berga i Rovira, estudià a l'Escola Malagrida d’Olot. Modista de professió, va aprendre l’ofici i posà en marxa el seu taller; juntament amb la seva germana va tenir un cosidor per a noies durant molts anys. Al 1950 es casà amb el pintor Juli Batallé i Murlà.

## Obra
És autora de les obres en prosa Retalls de la meva infantesa (1995, inèdita) i Un temps que fou (2012), amb il·lustracions del seu marit. Va escriure també l’obra d’assaig Tres poetesses olotines. M. Concepció Carreras, Maria Mercè Devesa, Rosa Sacrest (1993).
Entre els llibres de poesia: Pensaments (1966), Pel pendís de la poesia (1979), Antull poètic. Proses poètiques originals de Mercè Mallarach i Berga (2012), Poemes de Nadal (2013), Afluvis de poesia (2013), A peu pla pel camí de la muntanya (2015), Renaixença (2016), Del meu rebost (2019) i Poemes al meu noranta-sis aniversari (2020).
Ha publicat obra seva, poesia i prosa, als setmanaris olotins La Comarca d'Olot, Olot Misión i També publica, al llarg de tota la seva història, a Alimara. Revista de pensament, opinió i reflexió.
Mercè Mallarch va formar part del jurat de Premis d’Òmnium Cultural, dels Premis Literaris Ciutat d’Olot. Era membre d’honor a l'Associació d’Escriptors en Llengua Catalana i va ser sòcia dels Amics de les Lletres Garrotxines.
És mare de la també escriptora Concepció Batallé i Mallarach i de la pintora Teresa Batallé i Mallarach.